# Завісти-Подлесьне
Завісти-Подлесьне (пол. Zawisty Podleśne) — село в Польщі, у гміні Малкіня-Ґурна Островського повіту Мазовецького воєводства.
Населення — 263 особи (2011).
У 1975-1998 роках село належало до Остроленцького воєводства.

## Демографія
Демографічна структура станом на 31 березня 2011 року:
|          | Загалом | Допрацездатний вік | Працездатний вік | Постпрацездатний вік |
| -------- | ------- | ------------------ | ---------------- | -------------------- |
| Чоловіки | 134     | 26                 | 97               | 11                   |
| Жінки    | 129     | 20                 | 76               | 33                   |
| Разом    | 263     | 46                 | 173              | 44                   |